# Půlnoční kovboj
Půlnoční kovboj (v anglickém originálu Midnight Cowboy) je americké filmové drama britského režiséra Johna Schlesingera z roku 1969. Film byl natočen podle stejnojmenné povídky Jamese Leo Herlihyho z roku 1965.

## Obsah
Děj filmu začíná na venkově v americkém Texasu. Hlavní hrdina, naivní mladík Joe Buck (Jon Voight), který pracuje jako umývač nádobí v místní restauraci, se rozhodne, že se vydá do New Yorku, kde bude pracovat jako gigolo, a vydělá si tak spoustu peněz.
Vyparáděn v kovbojských šatech a v optimistické náladě opouští motorest, v němž bydlí. Jde si do restaurace vyzvednout poslední výplatu a loučí se tam se svým spolupracovníkem Ralphem. Naskakuje do dálkového autobusu jedoucího na New York a opouští konečně texaský venkov.
Cestou do New Yorku se Joeovi míhají před očima vzpomínky na dětství, kdy vyrůstal u své babičky, kterou měl velmi rád. Matka se o něj totiž nechtěla starat, a tak jej předala do péče babičce. Také vzpomíná na svou bývalou lásku Annie. V autobuse se též dává do řeči s několika lidmi.
Po příjezdu do New Yorku se ubytuje v hotelu Claridge a okamžitě vyráží do rušných ulic, aby tam získal svou první zákaznici. Ženy, které se Joe snaží na ulici oslovit, jej však ignorují nebo přímo odmítají. Joe je zmatený, není to tak snadné, jak si představoval.
Nakonec potkává Cass (Sylvia Miles), promiskuitní dámu ve středních letech, která jej pozve k sobě do hotelu. Po vášnivém pohlavním aktu se Joe snaží Cass vysvětlit, že je gigolo a že očekává zaplacení poskytnuté služby. Cass se však na něj hystericky rozkřičí a následně propukne v afektovaný pláč. Aby ji upokojil, dává jí Joe nakonec dvacet dolarů na taxíka a opouští hotel.
Joe jde tuto nemilou příhodu zapít do baru, kde se rychle spřátelí s místním protřelým chlápkem Enricem Salvatorem Rizzem (Dustin Hoffman), jemuž hanlivě přezdívají Ratso. Joe se mu svěří, že pracuje jako gigolo, a zmíní svůj neúspěch s Cass. Ratso mu řekne, že zná O‘Daniela, místního bosse v branži prostituce. Ten prý mu zprostředkuje vysoce postavenou klientelu, aby nemusel Joe shánět nedůvěryhodné zákaznice na ulici.
Ratso pak na Joeovo naléhání zavolá O‘Danielovi, že se s ním chce sejít, a zkasíruje Joa o deset dolarů za tuto službu. Když přijdou do hotelu, kde O‘Daniel bydlí, řekne si Ratso o dalších deset a zmizí. Návštěva u O‘Daniela se vyvíjí zpočátku nadějně, zdá se, že se dohodnou na spolupráci. V závěru se ale ukáže, že O‘Daniel není vůbec žádný pasák, ale křesťanský fanatik, který by rád Joea obrátil na víru a chce se s ním modlit. Joe zděšeně uniká z hotelového pokoje a pln zuřivosti marně hledá Ratsa, aby se mu pomstil za tuhle lest.
Nakonec Joe propadne depresi a beznaději, v níž se pouze potuluje po newyorských ulicích nebo nečinně vysedává v hotelu. Dojdou mu peníze a Joe je z hotelového pokoje vystěhován, protože neplatil nocležné. Zároveň jsou mu zabaveny všechny věci, které v pokoji měl, a tak mu zbývá jen tranzistorové rádio značky Zenith, které stále nosil s sebou.
Rozhoduje se proto k zoufalému činu – stoupne si před kino na 42. ulici, kde po nocích stávají „půlnoční kovbojové“, po kovbojsku oblečení homosexuální gigolové. S prosbou o sexuální službu k němu přijde nesmělý brýlatý student (John Balaban). V kinosále, během promítání scifi filmu, student provede Joeovi orální sex. Joe má u toho hrozný pocit, a tak si alespoň představuje, že se miluje s Annie.
Student se z toho následně na záchodě pozvrací, ale Joe i přesto žádá dvacet dolarů za pohlavní službu. Student však nemá u sebe žádné peníze, což Joea rozhněvá, a tak chce po chlapci alespoň hodinky. Ten však prosí o slitování, protože jeho matka by nepřežila, kdyby přišel domů bez hodinek. Joe mu tedy nakonec hodinky nechá a odchází.
Ráno jde Joe z kina přes ulici a náhle v jednom bistru spatří Ratsa. Nasupeně vpadne dovnitř a chytne Ratsa pod krkem, aby mu okamžitě vrátil jeho peníze. Ratso ale má u sebe jen 64 centů. Po hádce Joe vychází z bistra a nechce už s Ratsem nic mít. Ten vybíhá za ním a říká mu, že pokud nemá kde bydlet, může bydlet u něj.
Joe nakonec Ratsovo pozvání přijímá a oba odcházejí do Ratsova „příbytku“ v Bronxu – vybydleného, špinavého bytu v opuštěném činžáku, který co nevidět má být zbourán. První noc v Ratsově bytě má Joe hrozný sen, z nějž se dovídáme další podrobnosti o jeho minulosti – jedné noci, při milování s Annie, byli oba přepadeni a znásilněni partou místních výrostků. Nakonec zasahuje policie a Annie je následkem traumatu odvezena do blázince.
Joe a Ratso se tedy společně protloukají životem, jak se dá. Ratso, kulhavý a neduživý zakrslík mexického původu, je New Yorkem vyvržený ztroskotanec, odkázaný na drobné krádeže, podvůdky a přístřeší vybydleného činžáku. Na rozdíl od Joea, pro nějž je New York zaslíbeným městem, Ratso touží po jediném: vypadnout z prokletého New Yorku a odstěhovat se na Floridu, kde stále svítí sluníčko a všude rostou kokosové palmy.
Joe si ještě stále dělá naděje na to, že v New Yorku uspěje jako gigolo, ale Ratso jej uzemní, když mu řekne otevřeně, že na jeho kovbojské šaty žádnou zákaznici nenaláká, a že by s takovým zevnějškem uspěl leda v místní komunitě homosexuálů, soustřeďující se na 42. ulici, v čemž má Ratso pravdu. Kovbojské šaty už totiž v New Yorku dávno nejsou symbolem pravého muže, jako to vídal Joe doma v Texasu. Tento symbol převzala homosexuální subkultura, a tak kovbojské šaty jsou zde pro heterosexuála tabu.
Joe si to však nenechá vymluvit a vinu za dosavadní neúspěch přikládá Ratsovi, který jej obral o dvacet dolarů a management mu nezajistil. Tak je Ratso přinucen, aby dělal Joeovi „manažera“. Veškeré pokusy však skončí trapným fiaskem.
S blížící se zimou se Joe a Ratso ocitají na finančním dně. Joe za pět dolarů prodává do zastavárny své tranzistorové rádio. V zoufalství si jde dokonce stoupnout před kino na 42. ulici. Nakonec ho napadne darovat krev krevní bance, která mu zaplatí 20 dolarů. O tyto peníze se spravedlivě rozdělí s Ratsem. Mezi oběma poznenáhlu roste přátelské pouto.
Jednoho dne, když spolu sedí v bistru, k jejich stolu přistoupí dva zvláštní lidé, Gretel (Viva) a její partner (Gastone Rossilli), vyfotografují si Joea, beze slova mu předají pozvánku na jakousi party a odejdou. Ratso pozván není, ale Joe Ratsa ujišťuje, že bez něj na party nepůjde.
Když se dostaví na party, je akce již v plném proudu. Na party ve Warholovském stylu hraje zvláštní psychedelická hudba se světelnými efekty a abstraktními filmovými projekcemi na stěnách. Všude je spousta lidí, většinou pod vlivem drog. Lidé tančí, svlékají se a provozují nevázaný sex.
Ratso jde ihned ke švédským stolům s občerstvením a cpe si do kapes jídlo. Joe se jde bavit hudbou a filmovými projekcemi. Ve skupince koluje joint a naivní Joe, v domnění, že jde o cigaretu, jej vykouří celý, a začne halucinovat.
Opojen drogou se nějak dostane do temné komory, kde potkává Shirley (Brenda Vaccaro). Jsou si vzájemně sympatičtí, a tak jej Shirley pozve k sobě domů. Ratso je však nenechá odejít, dokud Shirley neslíbí, že za sexuální službu zaplatí Joeovi 20 dolarů a jemu nedá příplatek za taxi. Když jsou Joe a Shirley na odchodu, Ratso spadne ze schodů a nejspíš si poraní páteř, takže nemůže chodit.
V Shirleyině alternativně zařízeném apartmá se Joe pokouší o sex, ale bezúspěšně, protože má patrně pod vlivem požitých drog problémy s erekcí. Shirley mu navrhne, ať si spolu zahrají scrabble. Během hry jej ale Shirley neustále provokuje a dělá narážky na jeho impotenci nebo možnou homosexualitu. To Joea rozzuří a aby předvedl, že není homosexuál, začne se s ní divoce milovat.
Druhého dne ráno Shirley telefonuje své kamarádce a vychvaluje Joeovy sexuální schopnosti. A hned domlouvá Joeovi další schůzku. Joe vydělává svých první dvacet dolarů a odchází. Zdá se, že se Joeovi otevírá slibná kariéra.
Za vydělané peníze si kupuje nějaké oblečení a léky a jde rychle do squatu za nemocným Ratsem. Ten leží v horečkách na posteli, třese se zimnicí a je vystrašený z toho, že nemůže chodi, jak upadl na párty ze schodů. Joe chce jít pro doktora, ale Ratso o tom nechce ani slyšet a chce, aby ho Joe odvezl na Floridu.
Protože nemá peníze na cestu na Floridu, volá Joe Shirley, ale ta není doma. Večer frustrovaného Joea v zábavním centru osloví starší muž jménem Towny (Barnard Hughes). Říká, že je v New Yorku na služební cestě a rád by se pobavil. Chce Joea pozvat na večeři, ale pak si uvědomuje, že čeká v hotelu telefonní hovor, a tak vede Joea k sobě do hotelového pokoje.
V hotelovém pokoji Joe udeří na Townyho s otázkou, proč jej bral k sobě na pokoj. Towny je zdrcen, protože se na základě Joeova kovbojského ústroje domníval, že Joe je „půlnoční kovboj“, homosexuální prostitut. Posílá Joea pryč, ale Joe chce po Townym peníze. Ten jde k nočnímu stolku a dává Joeovi deset dolarů, Joe však chce padesát sedm, protože má rodinu. Towny mu nechce peníze vydat, Joe tedy praští Townyho pěstí do brady a ten se svalí na postel. Joe vytahuje z nočního stolku všechny peníze a odchází, ponechav Townyho bezvládně ležet na posteli se zkrvavenými ústy. Během hotelové scény si Joe neustále vybavuje na smrt nemocného Ratsa, kterého musí co nejrychleji přepravit na Floridu.
Joe a Ratso sedí v autobuse jedoucím na Floridu. Ratso se cestou třese zimnicí, také se během spánku pomočí. Jeho nemoc je v terminálním stádiu. Na Floridu jedou 31 hodin. Celou cestu Joe o Ratsa pečuje. Během zastávky, když už jsou na Floride, nakupuje v obchodě letní oblečení pro sebe i pro Ratsa a hází do odpadkového koše svůj kovbojský ústroj.
Několik minut před cílovou stanicí Joe slibuje Ratsovi, že už mu nebude na novém působišti říkat opovržlivě Ratso, ale Rico. Joe se také rozhoduje, že skoncuje s prací gigola a najde si nějaké normální zaměstnání. Rico však mlčí. Joe shledává, že Rico zemřel. Volá k Ricovi řidiče autobusu, ale ten jen konstatuje, že už se nedá nic dělat. Joe Ricovi zavře oči a autobus pokračuje posledních pár kilometrů do cíle. Joe bere mrtvého Rica kolem ramen.
Film končí pohledem zvenčí do okna jedoucího autobusu, za nímž sedí sklíčený Joe s paží kolem ramen svého mrtvého přítele. V okně autobusu se odrážejí budovy Miami, vysněného Ricova města, do nějž právě autobus vjíždí.

## Obsazení
| Dustin Hoffman | Enrico Salvatore „Ratso“ Rizzo |
| Jon Voight     | Joe Buck                       |
| Sylvia Miles   | Cass                           |
| John McGiver   | Mr. O'Daniel                   |
| Brenda Vaccaro | Shirley                        |
| Barnard Hughes | Towny                          |
| Viva           | Gretel                         |

## Hudba
Ve filmu je jako titulní píseň použita skladba Freda Neila Everybody's Talkin' z roku 1966 v podání Harryho Nilssona.

## Ocenění
Film byl nominován na ceny Akademie filmového umění a věd USA v sedmi kategoriích. Nakonec získal tři Oscary (za nejlepší film, nejlepší režii a za nejlepší adaptovaný scénář). Šlo přitom o jediný snímek v historii cen, který vyhrál kategorii nejlepšího filmu s hodnocením X, tj. mládeži nepřístupný (to bylo posléze upraveno). Na Oscara za nejlepší titulní roli byli navrženi oba hlavní představitelé. Není bez zajímavosti, že tento film byl teprve pátou filmovou rolí Jona Voighta.
Dále film získal 5 cen Britské akademie filmového a televizního umění a řadu dalších ocenění.